# Therese Torgersson
Therese Elizabeth Torgersson, född 28 mars 1976 i Göteborg, är en svensk seglare. Hon OS-debuterade i Sidney 2000 och tog fyra år senare tillsammans med Vendela Zachrisson brons i 470-klassen i segling under OS i Aten 2004.
Torgersson gick på seglingsgymnasiet i Ängelholm, där hon tränades av Anders Larzon. Hon deltog även i OS 2008 med Vendela Zachrisson och arbetar idag som polis. Till vardags tävlar hon för GKSS.
Torgersson blev 2018 invald som nummer 10 i Svensk seglings Hall of Fame.

## Meriter
- 2004 - Brons i OS
- 2004 - 1:a i VM
- 2003 - 3:a i EM